# NGC 7473
NGC 7473 est une galaxie lenticulaire barrée située dans la constellation de Pégase. Sa vitesse par rapport au fond diffus cosmologique est de 6 617 ± 37 km/s, ce qui correspond à une distance de Hubble de 97,6 ± 6,9 Mpc (∼318 millions d'al). NGC 7473 a été découverte par l'astronome allemand Albert Marth en 1863.